# زوهرس
زوهرس (به روسی: Зугрес) شهری در استان دونتسک در کشور اوکراین واقع شده‌است. جمعیت این شهر  ۱۷,۹۲۴ نفر (۲۰۲۱ تخمینی) است.